# Bharte
Bharte – gaun wikas samiti w zachodniej części Nepalu w strefie Gandaki w dystrykcie Lamjung. Według nepalskiego spisu powszechnego z 2001 roku liczył on 623 gospodarstw domowych i 3506 mieszkańców (1802 kobiet i 1704 mężczyzn).